# Варення з пелюсток троянд

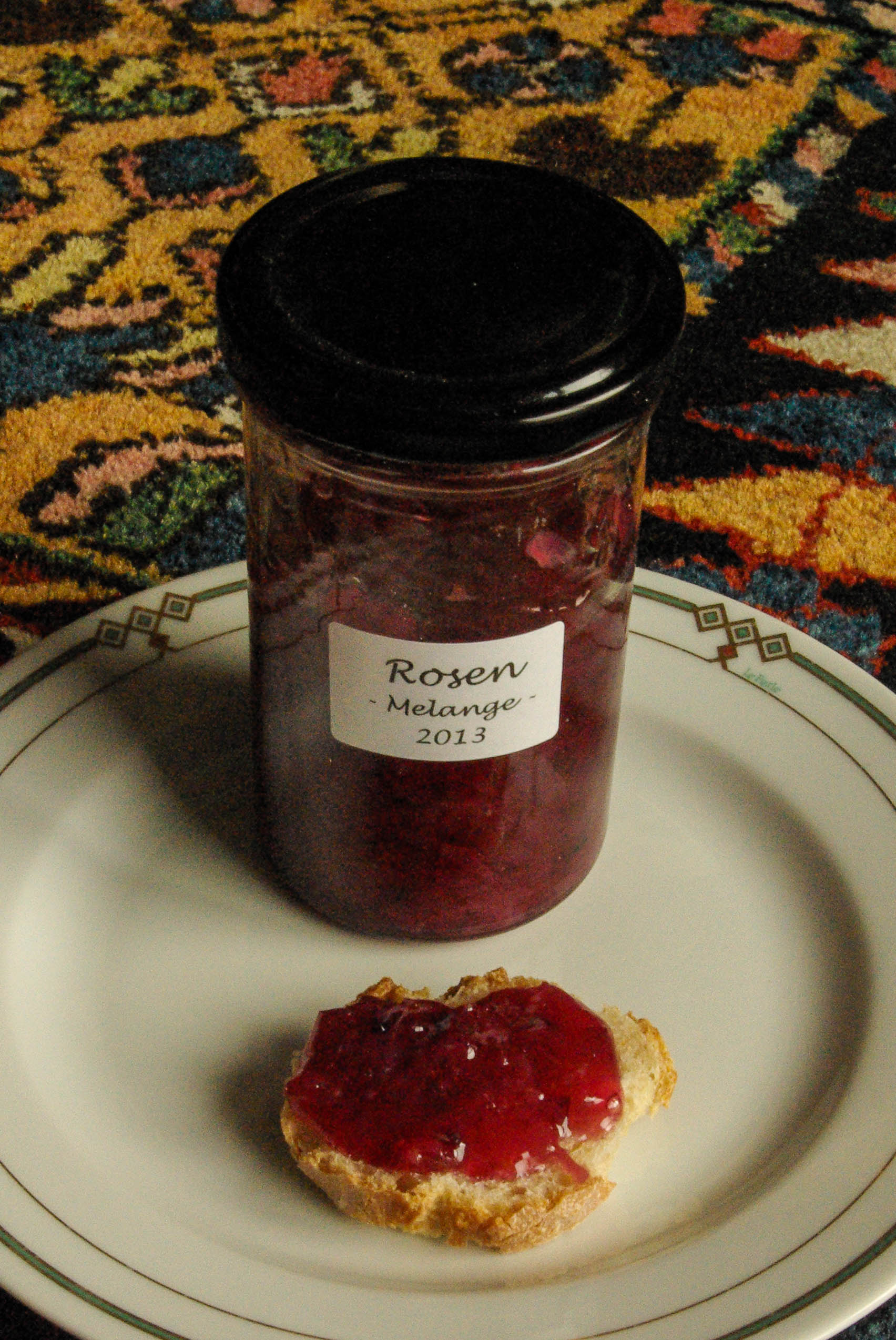
Варення з пелюсток троянд

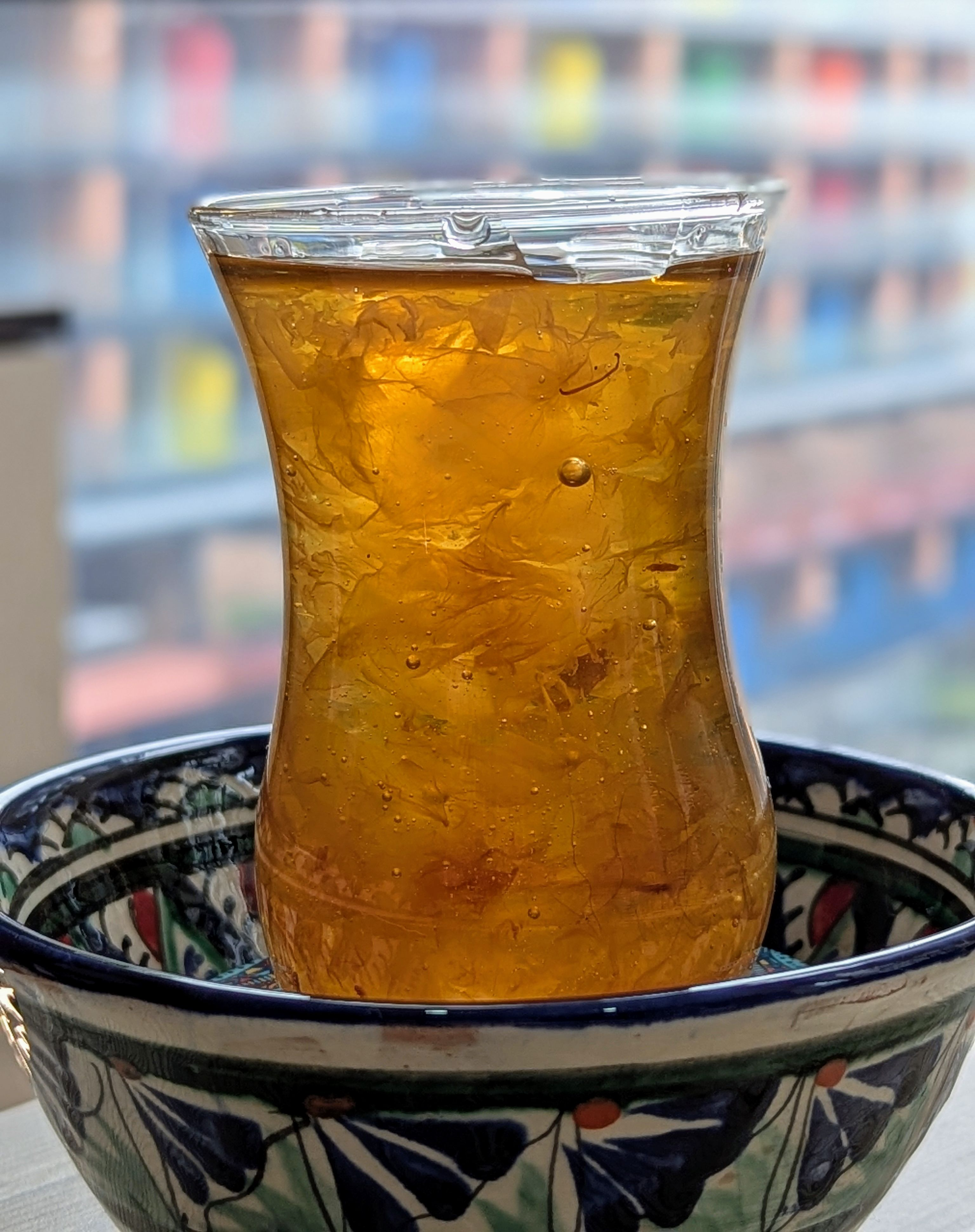
Варення з пелюсток троянд

Варення з трояндових пелюсток — вид десерту, одержуваний варінням пелюсток рожевих або червоних троянд з цукором.
В кримськотатарській кухні варення називається gül tatlısı, гуль татлиси. Серед кримських татар цей десерт дуже популярний.
Поширене в східних країнах, часто зустрічається в Європі (Франції, Італії, Португалії), в Туреччині називається «гюльбешекер».
Для кулінарного використання особливо підходять Rosa × damascena, Rosa gallica, Rosa × alba, Rosa × centifolia, можуть використовуватися троянда зморшкувата, шипшина корична  та інші види.
Для приготування варення зрізують нижню білу частину пелюсток, видаляють засохлі, відокремлюють пилок струшуванням і просіюванням через сито. Підготовлені пелюстки промивають в холодній воді. З пелюсток, води і цукру варять сироп, в який для збереження натурального кольору і щоб уникнути зацукровування додають лимонну кислоту або лимонний сік. Замість цукру може бути використаний сорбітол.
Харчова цінність варення з рожевих пелюсток, вміст у ньому вітамінів та ін. залежать від рецепту, виду троянди, пелюстки якої були використані, умов її вирощування та інших факторів. Так, для варення зі свіжих пелюсток Rosa gallica  var. aegyptiaca з 40% цукру калорійність склала 452,38 ккал на 100 г сухої ваги, зміст білка 11,86%, жирів 15,50%, вуглеводів 66,36% .
Варення з пелюсток троянди з 40% цукру або 40% сорбітолу рекомендується для низькокалорійної дієти хворих діабетом.

## Кримськотатарська кухня
В кримськотатарській кухні варення називається gül tatlısı, гуль татлиси. Серед кримських татар цей десерт дуже популярний.